# 七ツ石 (壬生町)
七ツ石（ななついし）は栃木県下都賀郡壬生町の地名。郵便番号は321-0235（壬生郵便局管区）。

## 地理
壬生町の西部、稲葉地区（旧・稲葉村）の北部にあたり、思川右岸の台地に位置している。西部では黒川を境に栃木市と接しており、中部を南北に国道352号（日光西街道）が通過する。東で羽生田、南で上稲葉、西で栃木市西方町金崎・西方町金井、北で鹿沼市亀和田町・北赤塚町と隣接する。
北東の羽生田地区内に飛び地が存在していたが、2011年（平成23年）に字下里・東原・二本木が大字羽生田・大字中泉の一部と共に新たに設けられた大字・みぶ羽生田産業団地に地名変更されたことによりこの飛び地は一部解消された。

### 河川
- 思川
- 黒川

## 歴史
室町時代から戦国時代にかけての資料にすでに都賀郡の地名として「七ツ石」の名前が見られる。当初村としては独立しておらず、承応（江戸時代）に羽生田村（のちの壬生町大字羽生田）より独立し七ツ石村となり、下野国壬生藩領下となった。「旧高旧領取調帳」によると幕府領として「七ツ石村新田」という地名も見られるが、明治初年に七ツ石村に併合されたという。

### 沿革
- 1889年（明治22年）4月1日 - 町村制施行により、栃木県下都賀郡七ツ石村が下稲葉村、上稲葉村、羽生田村、福和田村と合併し稲葉村が成立、稲葉村大字七ツ石となる。
- 1954年（昭和29年）11月3日 - 稲葉村が壬生町（初代）と合併し壬生町（2代）が成立、稲葉村大字七ツ石は壬生町大字七ツ石となる。

### 地名の由来
七ツ石地内にある伊邪那岐命を祀る熊野神社の伝説にちなんでおり、神社の傍らにある丸い石が7度鳴動して現出したという。また、鎌倉時代に日蓮一行7人が布教のためこの地を訪れた際に道端の7つの石に腰を掛け休憩したことから名づけられたという説も伝えられる。

## 世帯数と人口
2017年（平成29年）7月31日現在の世帯数と人口は以下の通りである。
| 大字   | 世帯数  | 人口  |
| ------ | ------- | ----- |
| 七ツ石 | 185世帯 | 548人 |

## 交通

### 道路
- 国道352号（日光西街道）：七ツ石の中心部を南北に通過する。北は鹿沼市・日光市方面、南は壬生市街・下野市方面へ連絡する。
- 栃木県道3号宇都宮亀和田栃木線：七ツ石区域の北端部をかすめるように通過する。西は栃木市西方地域・鹿沼市方面、東は宇都宮市方面へ向かう。

## 小・中学校の学区
市立小・中学校に通う場合、学区は以下の通りとなる。
| 地区 | 小学校             | 中学校             |
| ---- | ------------------ | ------------------ |
| 全域 | 壬生町立稲葉小学校 | 壬生町立壬生中学校 |

## 施設・寺社
- 七ツ石ふるさと伝承館（所在地は大字羽生田）
- 熊野神社